# Comuna Baltazarivka, Ceaplînka
Baltazarivka (în ucraineană Балтазарівка) este o comună în raionul Ceaplînka, regiunea Herson, Ucraina, formată din satele Baltazarivka (reședința), Morozivka și Racivka.

## Demografie
Componența lingvistică a comunei Baltazarivka
     Ucraineană (66,94%)
     Rusă (3,98%)
     Alte limbi (0,48%)
Conform recensământului din 2001, majoritatea populației comunei Baltazarivka era vorbitoare de ucraineană (66,94%), existând în minoritate și vorbitori de rusă (3,98%).